# 加藤明美 (アナウンサー)
加藤 明美（かとう あけみ、1961年6月12日 - ）は、埼玉県大宮市（現・さいたま市）出身の元日本テレビアナウンサー。現在は、人事局厚生労務部に所属（担当部次長）。

## 略歴
法政大学社会学部卒業後、1984年にアナウンサーとして日本テレビに入社。2022年6月に退社。同期は若林健治。

## 過去の出演番組
- たのしい園芸
- 徳光和夫のTVフォーラム
- 中村敦夫のザ・サンデー
- さわやかニッポン
- NNN朝のニュース
- あすの全国の天気
- 笑点（2014年11月23日放送）
  - 前週放送の大喜利で三遊亭好楽が座布団10枚を獲得し、キーワード「銀の匙」にちなんだ商品として「好楽と同伴する家族、さらに一門が日テレの社員食堂を無料で利用できる巨大カード」が進呈された。そのカードは、限度額が"無制限"で有効期限も(好楽が)"死ぬまで"と記載されているため、好楽の長男三遊亭王楽が不審がったことから、"社員食堂の担当者"として加藤が登場し、当カードの有効性を証明した。